# Pfatter
Pfatter (früher Pfätter;
bairisch Pfada) ist ein Dorf und eine Gemeinde im Oberpfälzer Landkreis Regensburg in Bayern (Ostbayern).

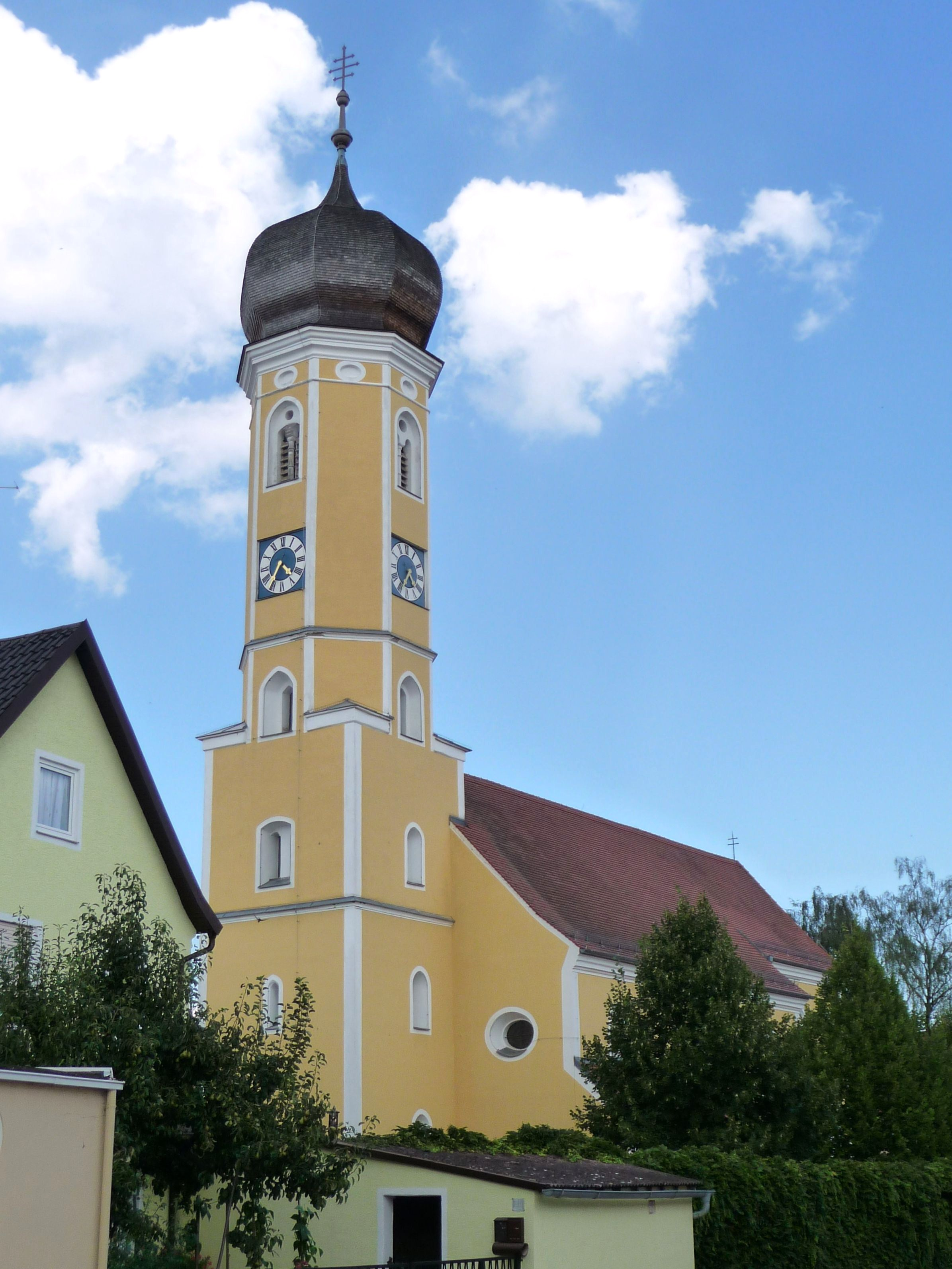
Die Pfarrkirche Mariä Himmelfahrt in Pfatter

Das Donaudorf war früher ein zentraler Ort im Gäuboden und hatte eine Mittelpunktsfunktion in seiner Region.

## Geografie

### Geografische Lage
Pfatter liegt 24 km östlich von Regensburg an der Mündung des Baches Pfatter in die Donau.
Die nächstgelegene Stadt ist Wörth an der Donau (Entfernung ca. 10 km).

### Nachbargemeinden
Die Gemeinde grenzt im Norden und Nordosten an die Stadt Wörth an der Donau, im Osten an die Gemeinde Aholfing, im Südosten an die Gemeinde Mötzing, im Süden an die Gemeinde Riekofen sowie im Westen an die Gemeinde Mintraching und im Nordwesten an die Gemeinde Barbing.

### Gemeindegliederung
Es gibt 12 Gemeindeteile (in Klammern ist der Siedlungstyp angegeben). Diese verteilen sich auf die vier Gemarkungen, die territorial weitgehend den ehemaligen Gemeinden entsprechen:
- Gemarkung Pfatter:
  - Fallmeisterei (Einöde)
  - Johannishof (Weiler)
  - Maiszant (Einöde)
  - Pfatter (Pfarrdorf)
  - Seppenhausen (Einöde)

- Gemarkung Geisling
  - Geisling (Pfarrdorf)
  - Leiterkofen (Dorf)
  - Moosmühle (Einöde)

- Gemarkung Gmünd
  - Gmünd (Kirchdorf)
  - Herfurth (Weiler)
  - Irling (Weiler)

- Gemarkung Griesau
  - Griesau (Kirchdorf)

### Bevölkerung
Der einwohnerstärkste Teil der Gemeinde ist Pfatter mit 1769 Einwohnern, gefolgt von Geisling mit 876, Griesau mit 214, Gmünd mit 156, Leiterkofen mit 60 sowie den übrigen Ortsteilen mit insgesamt 37 Einwohnern. (Stand 2013)

## Geschichte
- Zur römischen Vergangenheit des Ortes siehe: Hauptartikel Kleinkastell Pfatter

### Mittelalter und Neuzeit
Am 15. Juli 773 wurde Pfatter erstmals urkundlich erwähnt. Pfatter war lange Jahrhunderte herzoglicher Gerichtssitz. Das Regensburger Domkapitel und mehrere Regensburger Klöster waren bis zur Säkularisation in Pfatter begütert. In der Nacht vom 12. auf den 13. Dezember 1491 wurden Pfatter und seine Umgebung von den Brüdern Bernhardin und Hieronymus von Stauff im Zuge des Adelsaufstandes gegen den Herzog Albrecht IV.  geplündert und niedergebrannt.
Nachdem das Untere Schloss Mintraching 1634 von schwedischen Truppen in Brand gesteckt wurde, verlegte man den Gerichtssitz des Landgerichts Haidau nach Schloss Pfatter. Nach dem Krieg musste sich Pfatter den Gerichtssitz wieder mit Mintraching teilen.
1796 wurde der Ort „churfürstlicher Marktfleken in Nieder Bayern“ genannt. 1818 entstand mit dem bayerischen Gemeindeedikt von 1818 die heutige politische Gemeinde.

### 20. und 21. Jahrhundert
In den vergangenen Jahrzehnten hat sich Pfatter durch die Ausweisung von Bauland und Investitionen in die Infrastruktur von einem landwirtschaftlich geprägten Ort zu einer Wohngemeinde entwickelt. Trotzdem hat die Landwirtschaft nach wie vor eine große Bedeutung. Wichtige Entwicklungen der letzten Jahre waren die Dorferneuerung und die Teilnahme des Ortes am Wettbewerb Unser Dorf hat Zukunft – unser Dorf soll schöner werden, bei dem der Ortsteil Gmünd 1987 und Pfatter im Jahr 2003 als Bezirkssieger hervorging und auf Landesebene Gmünd mit Bronze und Pfatter mit der Silbermedaille ausgezeichnet wurde.
Wichtige Ziele der Gemeinde sind derzeit Investitionen in regenerative, umweltfreundliche Energie, energiesparende Technik, Weiterentwicklung der Infrastruktur sowie Breitbandversorgung. Im Rahmen der interkommunalen Zusammenarbeit mit der Stadt Wörth wurde das Standesamt nach Wörth verlegt.

### Eingemeindungen
Im Zuge der Gebietsreform in Bayern wurden am 1. Mai 1978 die Gemeinden Geisling, Gmünd und Griesau in die Gemeinde Pfatter eingegliedert.

### Einwohnerentwicklung
Zwischen 1988 und 2018 wuchs die Gemeinde von 2528 auf 3204 um 676 Einwohner bzw. um 26,7 %.

## Religionen
Wie in der gesamten Oberpfalz ist auch in Pfatter der größte Teil der Bevölkerung römisch-katholisch. Die Katholiken gehören entweder der Pfarrei Mariä Himmelfahrt (Pfatter) oder der Pfarrei Mariä Geburt (Gemeindeteil Geisling) an. Beide Pfarreien gehören zum Dekanat Donaustauf, das dem Bistum Regensburg zugeordnet ist. Für die örtlichen  Protestanten ist die Evang.-Luth. Kirchengemeinde in Neutraubling zuständig.

## Politik

### Gemeinderat
Der Gemeinderat besteht aus 16 Mitgliedern und dem Ersten Bürgermeister. Bei der Kommunalwahl vom 15. März 2020 haben von den 2565 stimmberechtigten Einwohnern in der Gemeinde Pfatter, 2017 von ihrem Wahlrecht Gebrauch gemacht, womit die Wahlbeteiligung bei 78,64 Prozent lag.
- CSU 5 Sitze
- FWG 7 Sitze
- CSW 3 Sitze
- BL 1 Sitz

(Stand: Kommunalwahl 2020)

### Bürgermeister
Seit der Kommunalwahl 2020 ist Johann Biederer (FWG) Erster Bürgermeister. Sein Vorgänger war Jürgen Koch (2014–2020).

### Wappen
| Wappen des Marktes Pfatter | Blasonierung: „Unter silbernem Schildhaupt, darin ein blauer Wellenbalken, in Schwarz drei silberne Rüben mit silbernen Blättern.“ |
| Wappen des Marktes Pfatter | Wappenbegründung: Der blaue Wellenbalken ist ein redendes Symbol für den Ortsnamen, abgeleitet vom kleinen Fluss Pfatter, der ganz in der Nähe in die Donau mündet. Die silbernen Rüben stehen symbolisch für den intensiven Anbau der weithin bekannten Pfatterer Rüben im fruchtbaren Schwemmland. Das Wappen wird seit 1974 geführt. |

## Kultur und Sehenswürdigkeiten

### Bauten

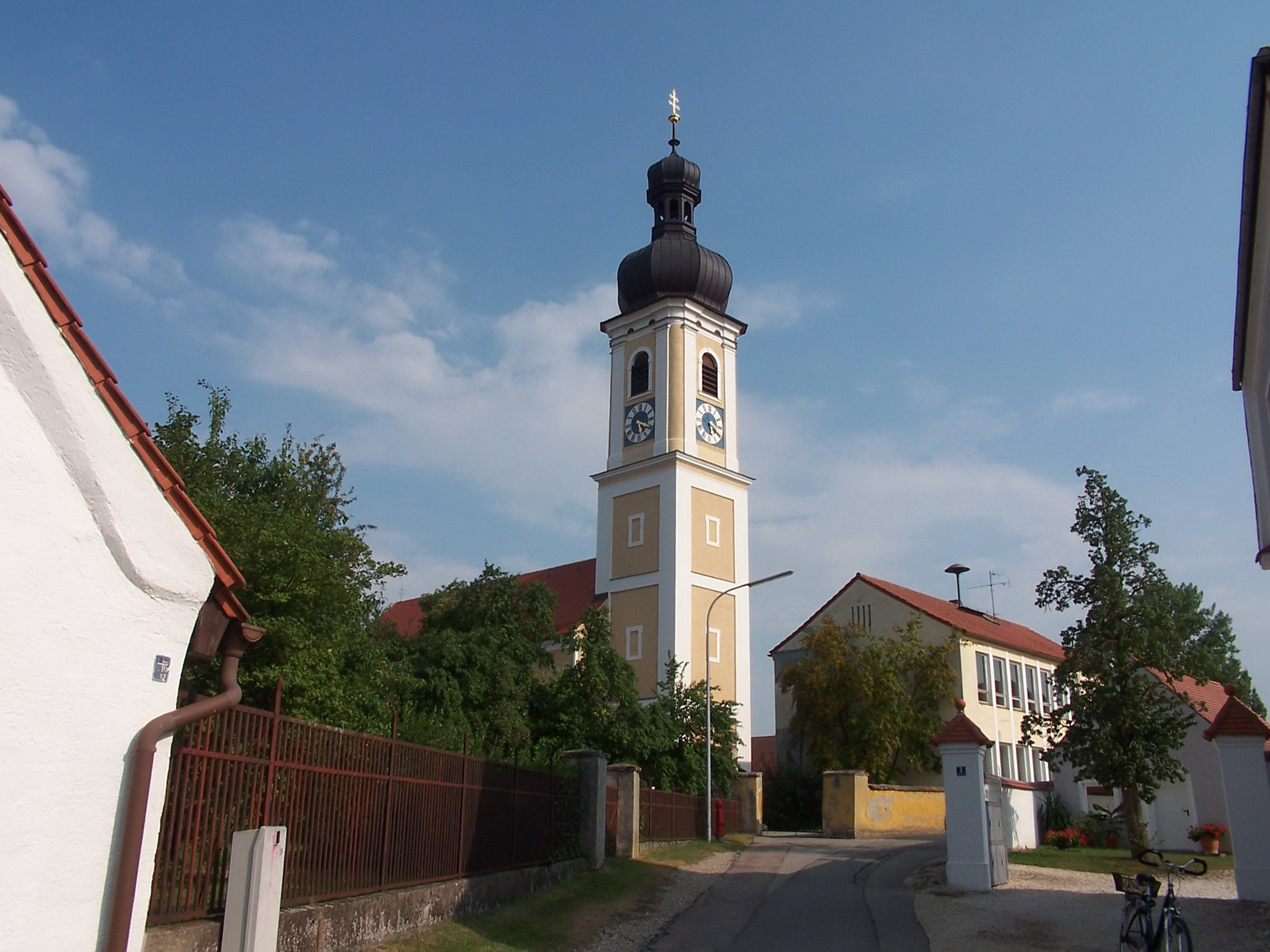
Kirche Maria Geburt in Geisling

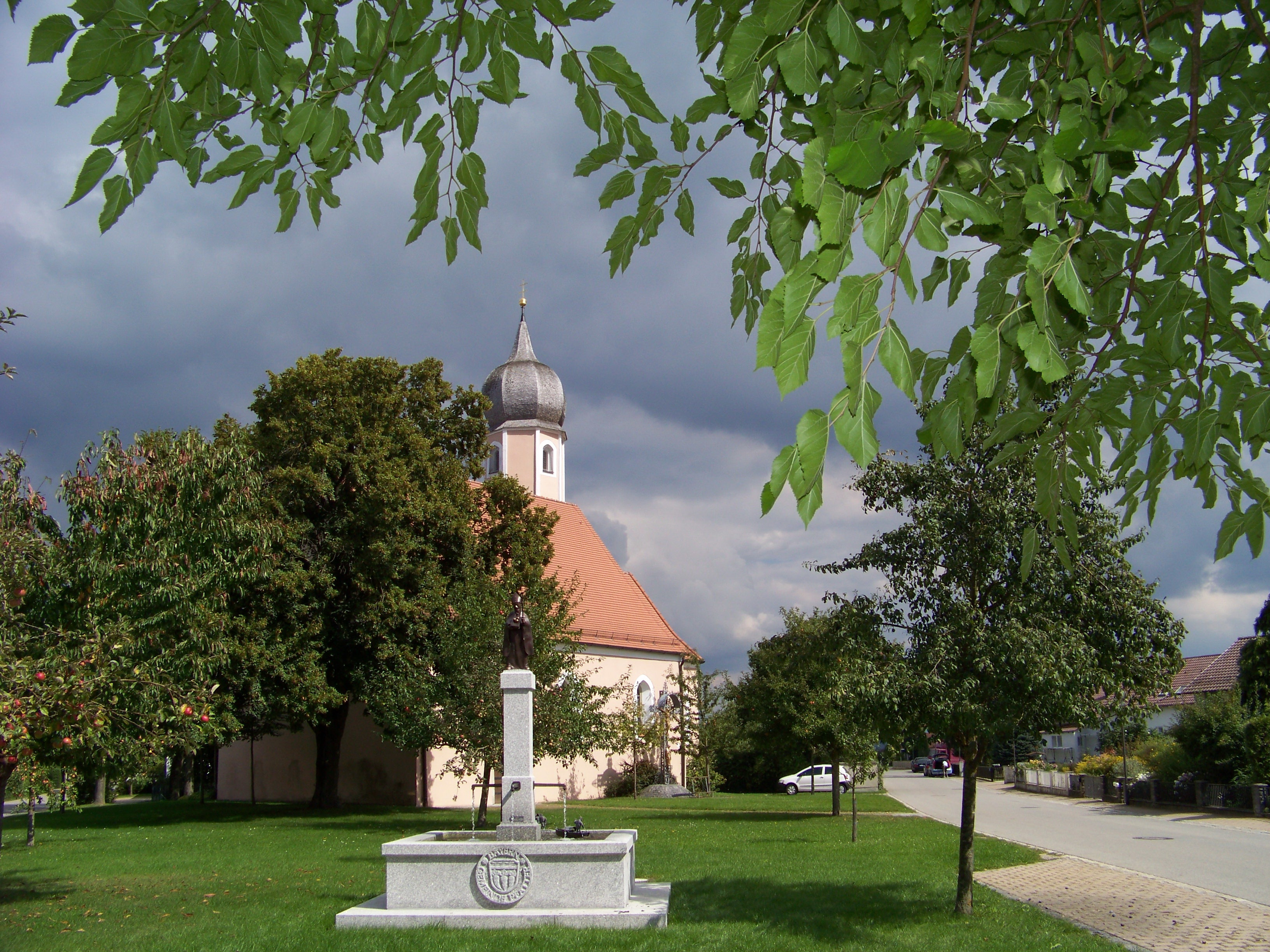
Kirche St. Nikola in Pfatter

- Die katholische Pfarrkirche Maria Himmelfahrt in Pfatter geht auf das 15. Jahrhundert zurück.
- Die Nebenkirche St. Nikola in Pfatter wurde auf dem Rat- und Umschlagplatz der Donauschiffer erbaut und 1468 erstmals urkundlich erwähnt.
- Katholische Pfarrkirche Maria Geburt zu Unserer Lieben Frau in Geisling ist kunsthistorisch interessant und wurde mehrmals umgestaltet.
- St.-Georgs-Kirche zu Gmünd, mit romanischem Turm
- Die St.-Leonhard-Kirche zu Griesau, wurde im 18. Jahrhundert von Dorfbewohnern errichtet.
- abgegangenes Schloss Pfatter
- abgegangenes Schloss Geisling, in Resten erhalten (Friedhofskapelle)

### Natur
Im Gemeindegebiet befindet sich die Pfatterer Au. Sie ist ein 359 Hektar großes Naturschutzgebiet nördlich von Pfatter und südlich der Donau gelegen. Überdies die Gmünder Au, ein 184 Hektar großes Naturschutzgebiet in den Gemeinden Pfatter und Wörth an der Donau. Die Gmünder Au liegt nördlich der Donau beim Pfatterer Ortsteil Gmünd.

### Sport und Vereine
- Motor-Sport-Club Pfatter (M-S-C Pfatter)
- Sportverein Pfatter (SV Pfatter), gegründet 1930
- Schützenverein Hubertus Pfatter, gegründet 1891
- Hantelsportclub Pfatter (HSC Pfatter), gegründet 1982
- Männergesangverein Pfatter (MGV Pfatter), gegründet 1904

Die 1877 gegründete Freiwillige Feuerwehr Pfatter und die Freiwilligen Feuerwehren in Geisling, Griesau und Gmünd sorgen für den Brandschutz und die allgemeine Hilfe im Gemeindegebiet und darüber hinaus. In der Gemeinde Pfatter gibt es über 30 Vereine.

### Freizeit
Im Gemeindegebiet befinden sich zahlreiche natürliche Badegewässer sowie Rad- und Wanderwege. Für die Jugend ist auf dem neuen Sportgelände eine Skaterbahn und eine Beachvolleyballanlage errichtet. Das nächste Hallenbad befindet sich in Wörth an der Donau.
Die Kulturinitiative – Donau.Wald.Kultur besteht mit der Nachbargemeinde Wörth, den Gemeinden Wiesent, Rettenbach und der Gemeinde Brennberg die interkommunale Kulturinitiative Donau.Wald.Kultur. Seit dem Jahr 2012 wird ein vielfältiges Programm mit Künstlern verschiedener Richtungen angeboten.

#### Veranstaltungen
Als regelmäßige Veranstaltung findet in den Pfingstferien das „Erdäpflfest“ der Hubertusschützen Pfatter statt.
Vom 12. bis zum 15. Juli 1974 fand die 1200-Jahr-Feier der Gemeinde Pfatter statt.
Vom 28. Juni bis zum 1. Juli 2024 feierte Pfatter sein 1250-jähriges Jubiläum. Im Rahmen des Festprogramms wurde am Festsamstag das mittelalterliche Lagerleben und Schaukampfauftritte, am Festsonntag der historische Festzug und zum Festausklang am Montag eine Drohnenshow gezeigt.

### Kulinarische Spezialitäten
Pfatterer Rüben (Dialekt: Pfadara Ruabn), Beilagengemüse zu diversen Braten

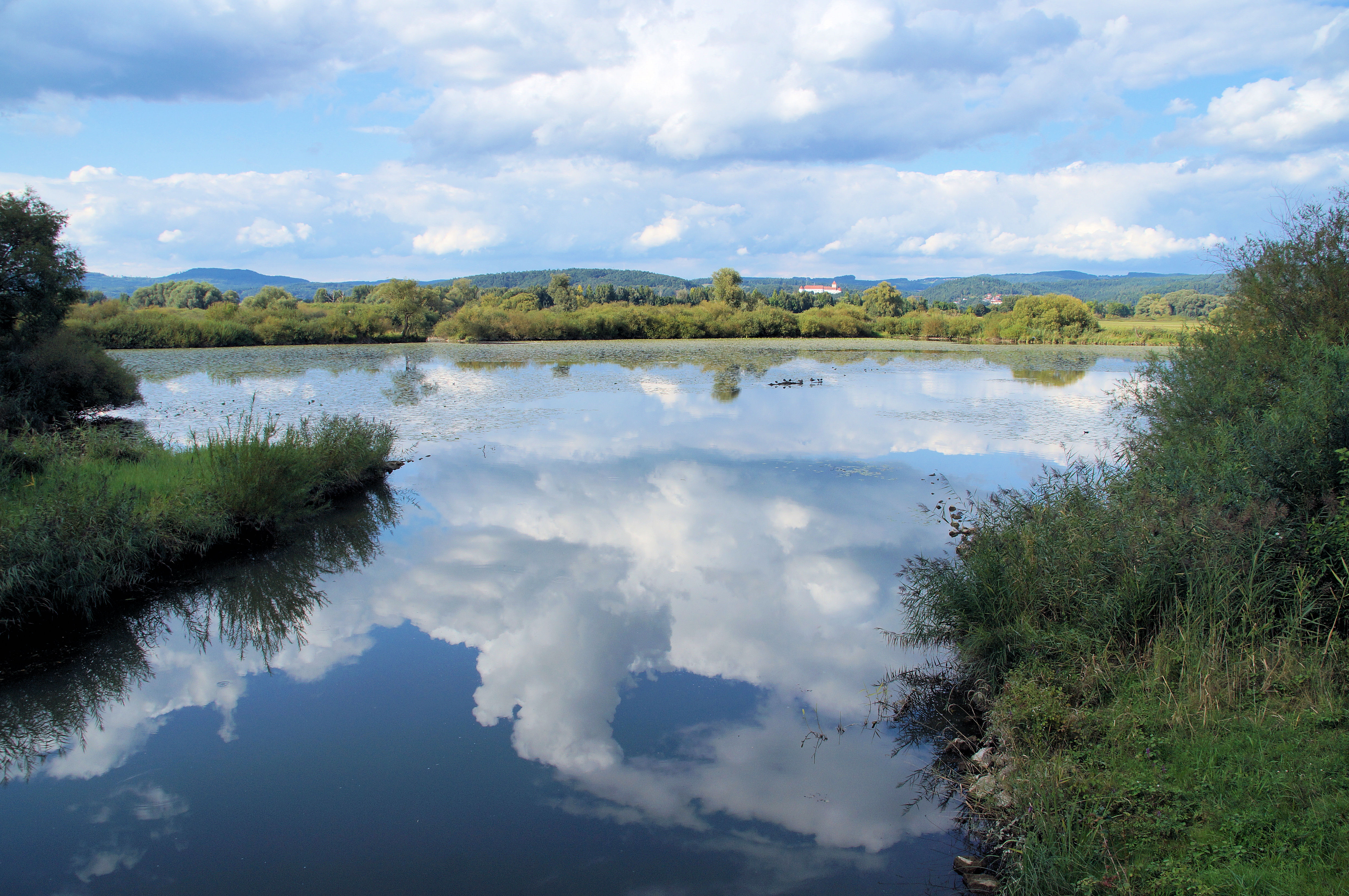
Altarm der Donau in der Pfatterer Au

## Wirtschaft und Infrastruktur
In der Gemeinde sind zahlreiche Gewerbe- und Dienstleistungsbetriebe angesiedelt. Auch Banken, Nachversorgungsunternehmen sowie größere Gastronomiebetriebe sind vorhanden; die ärztliche Versorgung ist gut. Eine besondere Bedeutung kommt nach wie vor der Landwirtschaft zu.

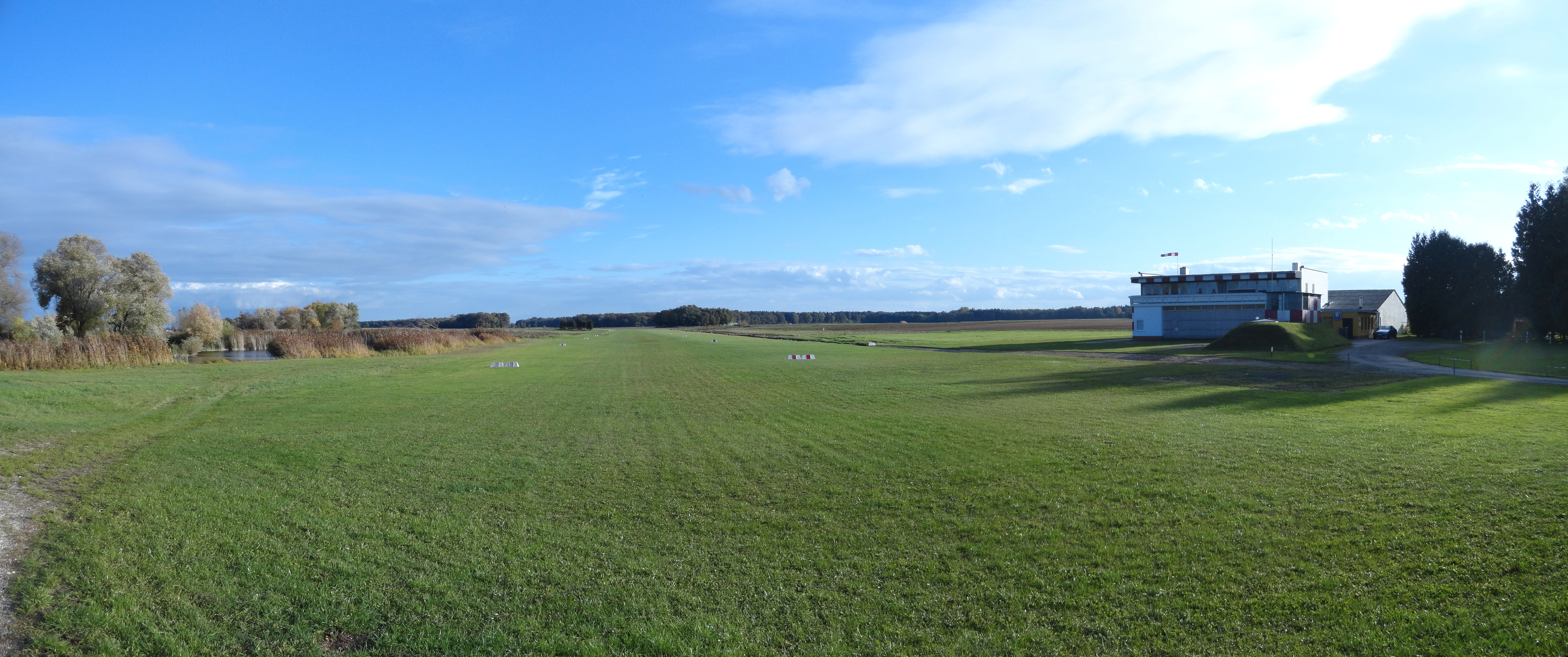
Sonderlandeplatz Griesau

### Verkehr
- Pfatter liegt unmittelbar an der Bundesstraße 8.
- 8 km entfernt verläuft die Bundesautobahn 3 Regensburg – Passau.
- Drei Kilometer südöstlich von Pfatter besteht der Sonderlandeplatz Flugplatz Griesau (EDPG) für Fluggeräte aller Art bis zu 2000 kg Höchstabfluggewicht.

### Situation an der Donau

#### Wasserkraftwerk und Schleuse Geisling
An der Donau beim Ortsteil  Geisling befinden sich:
- Wasserkraftwerk Geisling, ein Laufwasserkraftwerk an der Donau. Der Eigentümer des 1985 in Betrieb gegangenen Kraftwerkes mit einer Gesamtleistung von 25 MW ist die Rhein-Main-Donau GmbH. Betrieben wird das Kraftwerk von der Uniper Kraftwerke GmbH.[13]
- Großschifffahrtsschleuse Geisling, schon auf dem Gebiet der Stadt Wörth an der Donau.

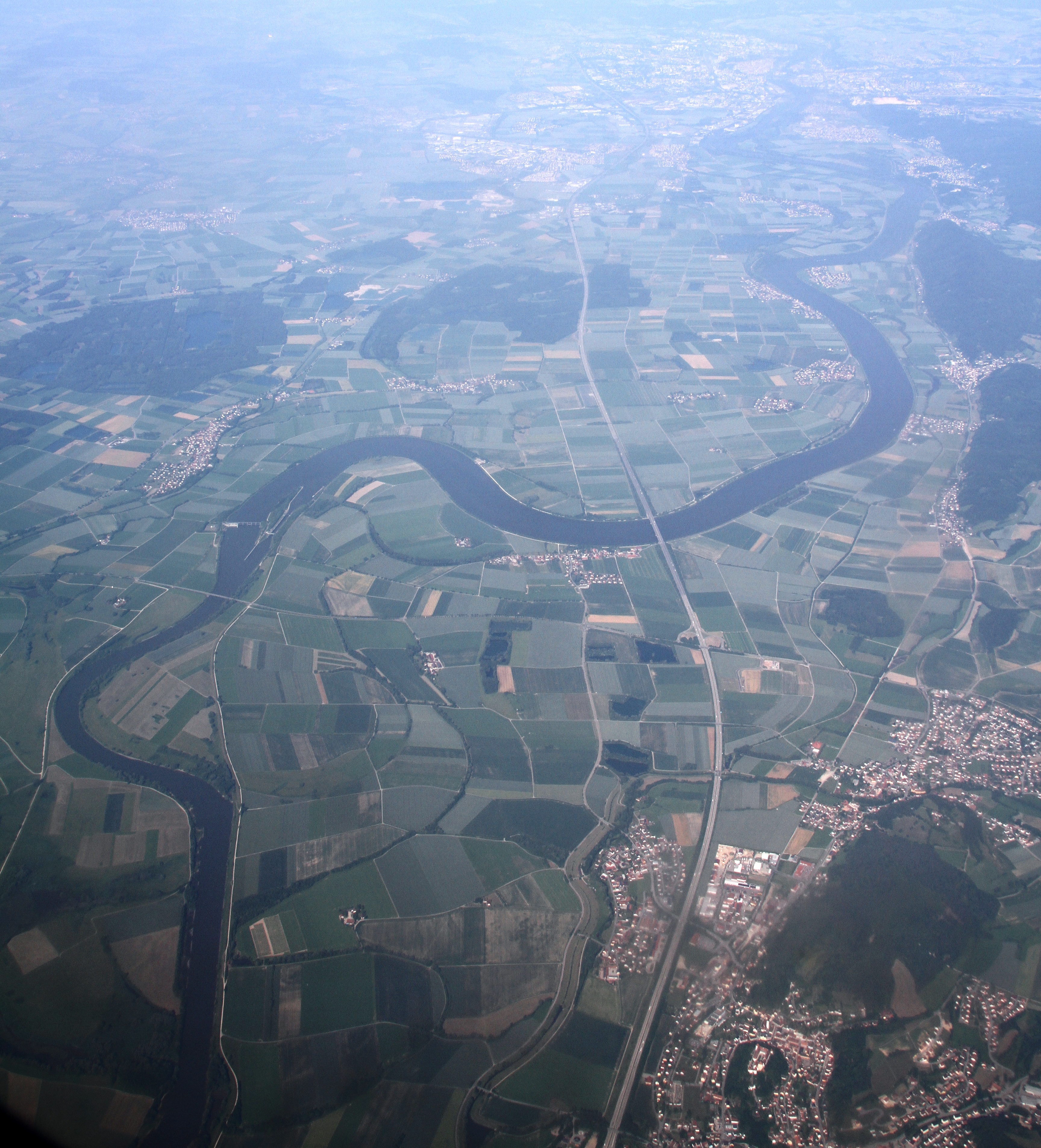
Flutpolder Eltheim: Obere Bildhälfte, links der Donau

#### Flutpolder Eltheim
Nach dem Ortsteil Eltheim ist der geplante Flutpolder „Eltheim“ benannt. Die Ortschaft liegt am westlichen Rand des geplanten, etwa 590 Hektar großen gesteuerten Hochwasserpolders und wäre neben der Ortschaft Geisling, die sich südöstlich befindet, hauptsächlich betroffen. Sein Rückhaltevermögen von etwa 16 Millionen Kubikmeter würde im Falle eines sehr großen Hochwasserereignisses genutzt und die Unterlieger, unter anderem Straubing und Deggendorf, entlasten. Die Gemeinde Barbing, alle an die Donau angrenzenden Gemeinden des Umlandes sowie die  Landrätin des Landkreises Regensburg Tanja Schweiger  hatten sich gegen die von der Bayerischen Staatsregierung geplante Schaffung gesteuerter Flutpolder zur Milderung von Hochwasserständen an der Donau ausgesprochen.  Durch den nach der Landtagswahl vom 14. Oktober 2018 in Bayern zwischen den Freien Wählern und der CSU geschlossenen Koalitionsvertrag wird das Flutpolderkonzept im Landkreis Regensburg nicht weiter verfolgt. Die frei werdenden finanziellen Mittel sollen in den dezentralen Hochwasserschutz entlang der Donau und aller Zuläufe investiert werden.

#### Ehemalige Donaufähre

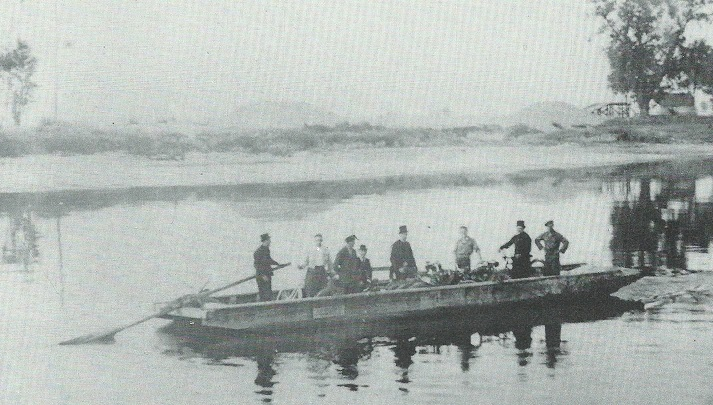
Fähre Oberachdorf – Pfatter etwa um 1900

Seit Generationen verkehrte bei Stromkilometer 2350,7  zwischen Pfatter und dem gegenüber dem Fluss gelegenen Wörth an der Donau eine Rollfähre. Eigner der Fähre war die Gemeinde Pfatter. Die Fähre hatte große wirtschaftliche Bedeutung; auch für die Versorgung Pfatters durch Wörther Ärzte und Hebammen war sie wichtig. 1945, vor dem Einmarsch der Amerikaner wurde sie gesprengt, nach dem Krieg wieder in Betrieb genommen. Im Juni 1964, nach der Einweihung der damals „Längsten Donaubrücke Deutschlands: Wörth – Pfatter“, stellte sie ihren Betrieb ein. Bis zu diesem Zeitpunkt waren die nächsten Donaubrücken in Straubing und Donaustauf.
→ Geschichte der Donau im Großraum Wörth: Siehe auch Wörth und die Donau

### Ansässige Unternehmen
- Autohaus Liebl
- Autohaus Früchtl GmbH
- BayWa AG Pfatter
- BMS Maschinenfabrik GmbH
- Schlecht GmbH Zerspanungstechnik Metallverarbeitung

### Medien
In der Gemeinde erscheint die Donau-Post, eine Lokalausgabe des Straubinger Tagblatts und der Wörther Anzeiger, eine Lokalausgabe der Mittelbayerischen Zeitung sowie das Regensburger Wochenblatt, eine Ausgabe der Wochenblatt Verlagsgruppe.
Im Gemeindegebiet können neben den überregionalen Programmen auch die Radiosender Radio Charivari, Radio Gong FM, Radio AWN und der regionale Fernsehsender TVA empfangen werden.

### Öffentliche Einrichtungen
- Hauptort Pfatter
  - Jugendtreff „Voglmeier Ratzn“[19]
  - Voglmeier-Saal
  - Kindergarten mit Kinderkrippe
  - Gemeindebücherei in der Grundschule Pfatter
  - Wertstoffhof
  - Bauhof
  - Kläranlage
- Gemeindeteil Geisling
  - Gemeinschaftshaus mit Jugendtreff
- Gemeindeteil Gmünd
  - Jugendtreff „Beatschuppen“

## Bildung

### Grundschule
- Grundschule Pfatter: 74 Schüler und 6 Lehrer (Stand: 2016/2017)[20]

### Mittelschulverbund
Im Rahmen der interkommunalen Zusammenarbeit wurde im April 2010 der Mittelschulverbund Vorderer Bayerischer Wald – Donautal gegründet. Dieser Schulverbund gilt landkreis- und bezirksübergreifend als Vorzeigeprojekt.
Die Mitglieder des Schulverbundes sind:
- Mittelschulverband Wörth-Wiesent, bestehend aus der Stadt Wörth an der Donau, Gemeinde Wiesent, Gemeinde Pfatter, Gemeinde Bach an der Donau
- Mittelschulverband Falkenstein, bestehend aus dem Markt Falkenstein, Gemeinde Rettenbach, Gemeinde Brennberg
- Gemeinde Wiesenfelden

## Persönlichkeiten

### Ehrenbürger
- Otto Schweiger (29. März 1907–30. Dezember 1980), Bischöflich Geistlicher Rat, Prälat
- Josef Heuschneider (6. November 1948 – 2. Januar 2023)[22], Bürgermeister a. D.[23][24]

### Söhne und Töchter der Gemeinde
- Sylvia Stierstorfer (* 22. Februar 1963), Politikerin (CSU) und Abgeordnete des Bayerischen Landtags[25]